# مطار لوجان الدولي
مطار الجنرال إدوارد لورانس لوغان الدولي (بالإنجليزية: Logan International Airport)(إياتا:  BOS، إيكاو: KBOS ، معرف الموقع إف إيه إيه:  BOS) المعروف أيضًا باسم مطار بوسطن لوغان الدولي وعادةً مطار بوسطن لوغان أو مطار لوغان، هو مطار دولي يقع معظمه في شرق بوسطن وجزئيًا في وينثروب، ماساتشوستس. افتتح عام 1923، هو الآن على مساحة 2384 فدانًا (965 هكتارًا)، ويحتوي على ستة مدارج وأربع صالات للركاب، ويعمل به ما يقدر بنحو 16,000 شخص. هو أكبر مطار في ماساتشوستس وإنجلترا الجديدة من حيث عدد الركاب وحجم البضائع بالإضافة إلى أنه أكثر المطارات ازدحامًا في شمال شرق الولايات المتحدة خارج منطقة نيويورك الحضرية. وشهد المطار 42 مليون مسافر في عام 2019، وهو الأكبر في تاريخه. سمي على اسم الجنرال إدوارد لورانس لوجان الذي موطنه بوسطن.
من مطار لوغان توجد رحلات مباشرة إلى وجهات في جميع أنحاء الولايات المتحدة والعالم. المطار هي المحور الشمالي الشرقي لشركة كيب إير وهي المحور الثانوي الأطلسي لشركة دلتا إير لينكس، التي تقدم عدة رحلات إلى أوروبا، وهو قاعدة تشغيل لشركة جيت بلو.

## شركات الطيران والوجهات

### الركاب
| شركـات طيـران                   | الوجهات | Ref.   |
| ------------------------------- | --- | ------ |
| أير لينغس                       | مطار دبلن الدولي، Shannon | [ 8 ]  |
| طيران كندا                      | مطار تورونتو بيرسون الدولي موسمي: مطار مونتريال الدولي، مطار فانكوفر الدولي | [ 10 ] |
| Air Canada Express              | مطار هاليفاكس الدولي، مطار مونتريال الدولي | [ 10 ] |
| الخطوط الجوية الفرنسية          | مطار باريس شارل ديغول | [ 11 ] |
| خطوط آلاسكا الجوية              | مطار بورتلاند الدولي، مطار سان دييغو الدولي، مطار سان فرانسيسكو الدولي، مطار سياتل تاكوما الدولي | [ 12 ] |
| أليجانت للطيران                 | Asheville، Destin/Fort Walton Beach ‏، Knoxville موسمي: Grand Rapids ‏، مطار إنديانابوليس الدولي، Norfolk، Sarasota | [ 13 ] |
| الخطوط الجوية الأمريكية         | مطار أوستن برغستروم الدولي، مطار شارلوت دوغلاس الدولي، مطار أوهير الدولي، مطار دالاس فورت ورث الدولي، مطار لندن هيثرو، مطار لوس أنجلوس الدولي، مطار ميامي الدولي، مطار جون إف كينيدي الدولي، مطار لاغوارديا، مطار فيلادلفيا الدولي، مطار فينيكس سكاي هاربر الدولي، مطار رونالد ريغان الوطني موسمي: Cancún، مطار سانجستر الدولي، Providenciales، Punta Cana ‏ | [ 14 ] |
| إمريكان إيغل                    | Cincinnati، Columbus–Glenn، مطار هاريسبورغ الدولي ‏، مطار إنديانابوليس الدولي، Louisville، مطار ممفيس الدولي، مطار جون إف كينيدي الدولي، Rochester (NY) ‏، مطار سانت لويس الدولي، Syracuse موسمي: مطار هاليفاكس الدولي، Hilton Head ‏، Key West ‏ (resumes December 23، 2023)، Traverse City ‏، مطار رونالد ريغان الوطني، Wilmington (NC) ‏ | [ 14 ] |
| أفيانكا                         | مطار إلدورادو الدولي | [ 16 ] |
| أفيانكا السلفادور               | مطار إل سلفادور الدولي | [ 17 ] |
| Azores Airlines                 | Ponta Delgada، مطار بورتو الدولي (تبدأ في 4 يونيو 2024)، Terceira موسمي: مطار كريستيانو رونالدو (تبدأ في 5 يونيو 2024) | [ 20 ] |
| BermudAir                       | برمودا | [ 21 ] |
| Boutique Air                    | Massena | [ 22 ] |
| الخطوط الجوية البريطانية        | مطار لندن هيثرو | [ 23 ] |
| Cape Air                        | Augusta (ME) ‏، Bar Harbor ‏، Hyannis، Lebanon (NH) ‏، Martha's Vineyard ‏، Nantucket، Provincetown، Rockland، Rutland، Saranac Lake/Lake Placid ‏ | [ 24 ] |
| كاثي باسيفيك                    | مطار هونغ كونغ الدولي | [ 25 ] |
| كوندور للطيران                  | موسمي: مطار فرانكفورت | [ 26 ] |
| خطوط كوبا الجوية                | مطار توكومين الدولي | [ 27 ] |
| خطوط دلتا الجوية                | مطار سخيبول أمستردام، مطار هارتسفيلد جاكسون، مطار أوستن برغستروم الدولي، Cancún، Charleston (SC) ‏، مطار أوهير الدولي، Cincinnati، مطار دالاس فورت ورث الدولي، مطار دنفر الدولي، مطار ديترويت، مطار دبلن الدولي، Fort Lauderdale ‏، Fort Myers ‏، مطار جاكسونفيل الدولي، Kansas City ‏، مطار هاري ريد الدولي، مطار لشبونة، مطار لندن هيثرو، مطار لوس أنجلوس الدولي، مطار ميامي الدولي، Milwaukee، مطار منيابولس-سنت بول الدولي، مطار ناشفيل الدولي، مطار نيو اورليانز لويس أرمسترونغ الدولي، مطار جون إف كينيدي الدولي، مطار لاغوارديا، مطار أورلاندو الدولي، مطار باريس شارل ديغول، مطار فينيكس سكاي هاربر الدولي، Raleigh/Durham، مطار ليوناردو دا فينشي، مطار سولت ليك سيتي الدولي، مطار سان دييغو الدولي، مطار سان فرانسيسكو الدولي، مطار لويس مارين مونيوز، مطار سياتل تاكوما الدولي، مطار تامبا الدولي، مطار بن غوريون الدولي، مطار بالم بيتش الدولي موسمي: مطار الملكة بياتريس الدولي، مطار أثينا الدولي، مطار إدنبرة، مطار سانجستر الدولي، Myrtle Beach ‏، Nassau، Punta Cana ‏ | [ 28 ] |
| Delta Connection                | مطار بالتيمور واشنطن الدولي، Charleston (SC) ‏، مطار شارلوت دوغلاس الدولي، Cleveland، Columbus–Glenn، مطار إنديانابوليس الدولي، مطار جاكسونفيل الدولي، Kansas City ‏، Louisville، مطار ممفيس الدولي، Milwaukee، مطار ناشفيل الدولي، مطار نيوآرك ليبرتي الدولي، مطار جون إف كينيدي الدولي، مطار لاغوارديا، Norfolk، مطار فيلادلفيا الدولي، مطار بيتسبرغ الدولي ‏، Richmond، Savannah، مطار رونالد ريغان الوطني موسمي: Traverse City ‏، Wilmington (NC) ‏ | [ 28 ] |
| إل عال                          | مطار بن غوريون الدولي | [ 29 ] |
| طيران الإمارات                  | مطار دبي الدولي | [ 30 ] |
| الاتحاد للطيران                 | مطار أبو ظبي الدولي (تبدأ في 31 مارس 2024) | [ 31 ] |
| خطوط فرونتير الجوية             | مطار أورلاندو الدولي، مطار فيلادلفيا الدولي | [ 32 ] |
| خطوط هاواي الجوية               | مطار هونولولو الدولي | [ 33 ] |
| أيبيريا (شركة طيران)            | مطار مدريد باراخاس الدولي | [ 34 ] |
| طيران آيسلندا                   | مطار كيفلافيك الدولي | [ 35 ] |
| إيتا (شركة طيران)               | مطار ليوناردو دا فينشي | [ 36 ] |
| الخطوط الجوية اليابانية         | مطار ناريتا الدولي | [ 37 ] |
| خطوط جيت بلو الجوية             | مطار سخيبول أمستردام، مطار الملكة بياتريس الدولي، مطار هارتسفيلد جاكسون، مطار أوستن برغستروم الدولي، مطار بالتيمور واشنطن الدولي، باربادوس، برمودا، مطار بوفالو نياغارا الدولي ‏، Cancún، Charleston (SC) ‏، مطار شارلوت دوغلاس الدولي، مطار أوهير الدولي، Cleveland، مطار دالاس فورت ورث الدولي، مطار دنفر الدولي، مطار ديترويت، Fort Lauderdale ‏، Fort Myers ‏، غرينادا (تبدأ في 4 نوفمبر 2023)، مطار جورج بوش الدولي، مطار جاكسونفيل الدولي، Kansas City ‏، مطار هاري ريد الدولي، مطار غاتويك، مطار لندن هيثرو، مطار لوس أنجلوس الدولي، مطار ميامي الدولي، Milwaukee، مطار منيابولس-سنت بول الدولي، مطار سانجستر الدولي، مطار ناشفيل الدولي، Nassau، مطار نيوآرك ليبرتي الدولي، مطار نيو اورليانز لويس أرمسترونغ الدولي، مطار جون إف كينيدي الدولي، مطار لاغوارديا، مطار أورلاندو الدولي، مطار باريس شارل ديغول (تبدأ في 3 إبريل 2024)، مطار فيلادلفيا الدولي، مطار فينيكس سكاي هاربر الدولي، مطار بيتسبرغ الدولي ‏، Punta Cana ‏، Raleigh/Durham، Richmond، Rochester (NY) ‏، مطار سولت ليك سيتي الدولي، مطار سان أنطونيو الدولي، مطار سان دييغو الدولي، مطار سان فرانسيسكو الدولي، مطار لويس مارين مونيوز، Santiago de los Caballeros ‏، مطار لاس أمريكا الدولي، Savannah، مطار سياتل تاكوما الدولي، Syracuse، مطار تامبا الدولي، مطار رونالد ريغان الوطني، مطار بالم بيتش الدولي موسمي: Asheville، Bozeman، مطار دبلن الدولي (تبدأ في 13 مارس 2024)، مطار أوين روبرتس الدولي، Hayden/Steamboat Springs ‏، Key West ‏، Liberia (CR) ‏، Martha's Vineyard ‏، Nantucket، مطار بورتلاند الدولي، Providenciales، Puerto Plata ‏، Sacramento، مطار سان خوسيه الدولي، Sarasota، St. Lucia–Hewanorra ‏، مطار الأميرة جوليانا الدولي، St. Thomas ‏، مطار فانكوفر الدولي | [ 40 ] |
| الخطوط الجوية الملكية الهولندية | مطار سخيبول أمستردام | [ 41 ] |
| كوريا للطيران                   | مطار إنتشون الدولي | [ 42 ] |
| لاتام البرازيل                  | مطار غواروليوس الدولي | [ 43 ] |
| Level                           | مطار برشلونة الدولي | [ 44 ] |
| لوفتهانزا                       | مطار فرانكفورت، مطار ميونخ الدولي | [ 45 ] |
| خطوط نورس أتلانتيك الجوية       | موسمي: مطار غاتويك | [ 46 ] |
| بلاي (شركة طيران)               | مطار كيفلافيك الدولي | [ 47 ] |
| Porter Airlines                 | Ottawa، Toronto–Billy Bishop ‏ | [ 48 ] |
| الخطوط الجوية القطرية           | مطار حمد الدولي | [ 49 ] |
| الخطوط الجوية الإسكندنافية      | مطار كوبنهاغن | [ 50 ] |
| خطوط ساوث ويست الجوية           | مطار بالتيمور واشنطن الدولي، مطار ميدواي الدولي، مطار دنفر الدولي، مطار ناشفيل الدولي، مطار أورلاندو الدولي، مطار سانت لويس الدولي موسمي: Houston–Hobby | [ 51 ] |
| خطوط سبيريت الجوية              | مطار هارتسفيلد جاكسون، Charleston (تبدأ في 5 إبريل 2024)، مطار شارلوت دوغلاس الدولي، مطار دالاس فورت ورث الدولي، Fort Lauderdale ‏، Fort Myers ‏، مطار جورج بوش الدولي (تبدأ في 5 إبريل 2024)، مطار هاري ريد الدولي، مطار ميامي الدولي، Myrtle Beach ‏، مطار ناشفيل الدولي، Norfolk (تبدأ في 5 إبريل 2024)، مطار أورلاندو الدولي، مطار لويس مارين مونيوز | [ 53 ] |
| خطوط بلاد الشمس الجوية          | موسمي: مطار منيابولس-سنت بول الدولي | [ 54 ] |
| الخطوط الجوية الدولية السويسرية | مطار زيورخ الدولي | [ 55 ] |
| تاب برتغال                      | مطار لشبونة | [ 56 ] |
| الخطوط الجوية التركية           | مطار إسطنبول الدولي | [ 57 ] |
| الخطوط الجوية المتحدة           | مطار أوهير الدولي، مطار دنفر الدولي، مطار جورج بوش الدولي، مطار لوس أنجلوس الدولي، مطار نيوآرك ليبرتي الدولي، مطار سان فرانسيسكو الدولي، مطار واشنطن دولس الدولي | [ 58 ] |
| United Express                  | مطار أوهير الدولي، مطار نيوآرك ليبرتي الدولي، مطار واشنطن دولس الدولي | [ 59 ] |
| خطوط فيرجن أتلانتيك الجوية      | مطار لندن هيثرو | [ 60 ] |
| ويست جت إيرلاينز ‏               | موسمي: مطار كالغاري الدولي | [ 61 ] |

### الطائرات المائية
بدأت Tailwind Air تشغيل رحلات طائرات مائية الموسمية من Fan Pier Marina في بوسطن هاربور إلى مانهاتن في 3 أغسطس 2021، بليموث في عام 2022، بروفينستاون في 25 مايو 2022، ونانتوكيت في 17 مايو 2023. وافقت السلطات على شركة Cape Air ولكنها لم تبدأ بعد الرحلات المجدولة.

### الشحن
مطار لوغان هو مطار متوسط الحجم من ناحية البضائع جائه 684,875 طنًا بضائع في عام 2012 وهو المطار العاشر الأكثر ازدحامًا في الولايات المتحدة من حيث البضائع. كما يوجد بالمطار مكاتب شحن للعديد من شركات الشحن الدولية، بما في ذلك British Airways World Cargo، كاثي باسيفيك، الخطوط الجوية الصينية، إيفا للطيران ولاتام للشحن تشيلي ‏ والخطوط السعودية للشحن. يضم المطار مجمعين للشحن: محطة الشحن الشمالية، الواقعة بالقرب من مبنى الركاب E، ومحطة الشحن الجنوبية، الواقعة بالقرب من مبنى الركاب A. لكن التوسع المستقبلي لمحطة البضائع محدود بسبب المساحة المحدودة للتوسع.
| الخطوط الجوية        | الوجهات                                                                            |
| -------------------- | ---------------------------------------------------------------------------------- |
| طيران أطلس           | Cincinnati                                                                         |
| Ameriflight          | مطار نيوآرك ليبرتي الدولي                                                          |
| فيديكس إكسبرس        | Greensboro، مطار إنديانابوليس الدولي، مطار ممفيس الدولي، مطار نيوآرك ليبرتي الدولي |
| طيران آيسلندا        | مطار كيفلافيك الدولي                                                               |
| خطوط يو بي إس الجوية | مطار أوهير الدولي، مطار دالاس فورت ورث الدولي، Louisville، مطار فيلادلفيا الدولي   |

## الإحصائيات

### أهم الوجهات
| الرتبة | المطار                    | الركاب  | الناقلون                                                |
| ------ | ------------------------- | ------- | ------------------------------------------------------- |
| 1      | مطار رونالد ريغان الوطني  | 810,000 | الأمريكية، دلتا، جيت بلو                                |
| 2      | مطار أوهير الدولي         | 744,000 | الأمريكية، دلتا، جيت بلو، سبيريت، الخطوط الجوية المتحدة |
| 3      | مطار أورلاندو الدولي      | 732,000 | دلتا، فرونتير، جيت بلو، ساوث ويست، سبيريت               |
| 4      | مطار هارتسفيلد جاكسون     | 711,000 | دلتا، جيت بلو، سبيريت                                   |
| 5      | مطار سان فرانسيسكو الدولي | 619,000 | آلاسكا، دلتا، جيت بلو، الخطوط الجوية المتحدة            |
| 6      | مطار لوس أنجلوس الدولي    | 602,000 | الأمريكية، دلتا، جيت بلو، الخطوط الجوية المتحدة         |
| 7      | مطار ميامي الدولي         | 588,000 | الأمريكية، دلتا، فرونتير، جيت بلو                       |
| 8      | مطار شارلوت دوغلاس الدولي | 539,000 | الأمريكية، دلتا، جيت بلو                                |
| 9      | مطار جون إف كينيدي الدولي | 508,000 | الأمريكية، دلتا، جيت بلو                                |
| 10     | مطار لاغوارديا            | 481,000 | الأمريكية، دلتا، جيت بلو                                |

| الرتبة | المدينة                                         | الركاب  | الناقلون                                                                                              |
| ------ | ----------------------------------------------- | ------- | --- |
| 1      | مطار لندن هيثرو                                 | 644,886 | الأمريكية، الخطوط الجوية البريطانية، دلتا، جيت بلو، الخطوط الجوية المتحدة، خطوط فيرجن أتلانتيك الجوية |
| 2      | مطار دبلن الدولي                                | 346,232 | إير ليغوس، دلتا                                                                                       |
| 3      | مطار باريس شارل ديغول                           | 326,184 | طيران فرنسا، دلتا                                                                                     |
| 4      | مطار سخيبول أمستردام                            | 278,768 | دلتا، الخطوط الجوية الملكية الهولندية                                                                 |
| 5      | مطار الملكة بياتريس الدولي                      | 229,793 | دلتا، جيت بلو                                                                                         |
| 6      | مطار كيفلافيك الدولي                            | 225,261 | طيران آيسلندا، بلاي                                                                                   |
| 7      | مطار تورونتو بيرسون الدولي                      | 223,564 | طيران كندا، الأمريكية، ويست جيت                                                                       |
| 8      | Cancún، Mexico                                  | 207,823 | الأمريكية، دلتا، فرونتير، جيت بلو                                                                     |
| 9      | مطار فرانكفورت                                  | 204,791 | كوندور، لوفتهانزا                                                                                     |
| 10     | مطار لشبونة                                     | 167,224 | دلتا، تاب برتغال                                                                                      |
| 11     | مطار إسطنبول الدولي                             | 166,556 | الخطوط الجوية التركية                                                                                 |
| 12     | مطار حمد الدولي                                 | 163,316 | القطرية                                                                                               |
| 13     | مطار دبي الدولي                                 | 151,956 | الإمارات                                                                                              |
| 14     | مطار لاس أمريكا الدولي                          | 143,646 | جيت بلو                                                                                               |
| 15     | مطار زيورخ الدولي                               | 132,314 | السويسرية                                                                                             |
| 16     | مطار ليوناردو دا فينشي                          | 131,154 | إيتا، دلتا                                                                                            |
| 17     | مطار ميونخ الدولي                               | 128,179 | لوفتهانزا                                                                                             |
| 18     | Toronto—Bishop، Canada ‏                         | 113,229 | خطوط بورتر                                                                                            |
| 19     | Santiago de los Caballeros، Dominican Republic ‏ | 111,488 | جيت بلو                                                                                               |
| 20     | مطار مدريد باراخاس الدولي                       | 107,154 | أيبريا                                                                                                |

### أهم الشركات
| الرتبة | الناقل                  | الركاب    | الحصة  |
| ------ | ----------------------- | --------- | ------ |
| 1      | خطوط جيت بلو الجوية     | 8,639,000 | 30.08% |
| 2      | خطوط دلتا الجوية        | 5,473,000 | 19.06% |
| 3      | الخطوط الجوية الأمريكية | 5,323,000 | 18.54% |
| 4      | الخطوط الجوية المتحدة   | 2,992,000 | 10.42% |
| 5      | خطوط ساوث ويست الجوية   | 1,337,000 | 4.65%  |
| -      | آخرى*                   | 4,995,000 | 17.25% |

* - يشمل الرحلات الجوية التي تديرها أمريكان إيجل ودلتا كونيكشن وشركات الطيران الشريكة ليونايتد إكسبريس. يشمل إجمالي عدد الركاب المحدد لشركة الطيران عمليات الخطوط الرئيسية فقط.

### الإحصائيات السنوية
شاهد source Wikidata query and sources.
|      | الركاب     | التغير    | عدد الطائرات | إجمالي البضائع |
| ---- | ---------- | --------- | ------------ | -------------- |
| 1998 | 26,526,708 | غير معروف | 507,449      | 803,841,263    |
| 1999 | 27,052,078 | ▲02.0%    | 494,816      | 824,167,499    |
| 2000 | 27,726,833 | ▲02.5%    | 487,996      | 852,347,154    |
| 2001 | 24,474,930 | ▼011.7%   | 463,125      | 744,797,296    |
| 2002 | 22,696,141 | ▼07.3%    | 392,079      | 789,610,008    |
| 2003 | 22,791,169 | ▲00.4%    | 373,304      | 744,838,287    |
| 2004 | 26,142,516 | ▲014.7%   | 405,258      | 759,274,990    |
| 2005 | 27,087,905 | ▲03.6%    | 409,066      | 741,517,308    |
| 2006 | 27,725,443 | ▲02.4%    | 406,119      | 679,068,089    |
| 2007 | 28,102,455 | ▲01.4%    | 399,537      | 632,449,775    |
| 2008 | 26,102,651 | ▼07.1%    | 371,604      | 587,772,302    |
| 2009 | 25,512,086 | ▼02.3%    | 345,306      | 517,557,182    |
| 2010 | 27,428,962 | ▲07.5%    | 352,643      | 546,379,403    |
| 2011 | 28,907,938 | ▲05.4%    | 368,987      | 529,212,783    |
| 2012 | 29,325,617 | ▲01.4%    | 354,869      | 525,392,642    |
| 2013 | 30,318,631 | ▲03.4%    | 361,339      | 538,192,790    |
| 2014 | 31,634,445 | ▲04.7%    | 363,797      | 585,459,955    |
| 2015 | 33,449,580 | ▲05.7%    | 372,930      | 575,781,601    |
| 2016 | 36,288,042 | ▲08.5%    | 391,222      | 616,933,699    |
| 2017 | 38,412,419 | ▲05.9%    | 401,371      | 679,407,977    |
| 2018 | 40,941,925 | ▲06.6%    | 424,024      | 704,200,557    |
| 2019 | 42,522,411 | ▲03.9%    | 427,176      | 688,939,147    |
| 2020 | 12,618,128 | ▼070.3%   | 206,702      | 575,471,964    |
| 2021 | 22,678,499 | ▲079.7%   | 266,034      | 617,962,396    |
| 2022 | 36,090,716 | ▲059.1%   | 378,613      | 645,688,980    |

## إحالات
1. ↑  حقائق المطار. نسخة محفوظة 10 مارس 2016 على موقع واي باك مشين.
2. ↑  احصاءات المطار من الموقع المشباكي للمطار. [وصلة مكسورة] نسخة محفوظة 17 سبتمبر 2013 على موقع واي باك مشين.
3. ↑  About Logan International Airport (BOS) نسخة محفوظة July 6, 2015, على موقع واي باك مشين., Massport.com
4. ↑  "An Act Providing for the Development, Enlargement, Extension, Development, Construction, Alteration and Operation of the Commonwealth Airport – Boston, So Called, and Providing Further For Ease-ments, Roads, highways, Approaches, and Means of Access By Railroad or Otherwise in Connection Therewith, Acts (1943) Chapter 528, (Section 8)" (PDF). محكمة ماساتشوستس العامة. 12 يونيو 1943. مؤرشف (PDF) من الأصل في 2014-12-25. اطلع عليه بتاريخ 2015-09-14.
5. ↑  "An Act Changing The Name of the General Edward Lawrence Logan Airport, Acts (1954) Chapter 361" (PDF). محكمة ماساتشوستس العامة. 29 أبريل 1954. مؤرشف (PDF) من الأصل في 2016-03-05. اطلع عليه بتاريخ 2015-09-14.
6. ↑  "Investor Brouchure" (PDF). s1.q4cdn.com. 2017. مؤرشف (PDF) من الأصل في 2017-12-26. اطلع عليه بتاريخ 2018-01-04.
7. ↑  "JetBlue Airways – Press Releases" (Press release). JetBlue. 10 أغسطس 2011. مؤرشف من الأصل في 2012-07-11. اطلع عليه بتاريخ 2011-11-25.
8. ↑  "AerLingus W19 Shannon – Boston aircraft changes". Routesonline. مؤرشف من الأصل في August 16، 2019. اطلع عليه بتاريخ October 21، 2019. {{استشهاد ويب}}: تحقق من التاريخ في: |تاريخ الوصول= و|تاريخ أرشيف= (مساعدة)
9. ↑  "Air Canada NW23 US Service Changes – 20AUG23" (بCanadian English). Archived from the original on 2023-09-07. Retrieved 2023-10-30.
10. 1 2  "Flight Schedules". Air Canada. مؤرشف من الأصل في March 23، 2018. اطلع عليه بتاريخ March 31، 2018. {{استشهاد ويب}}: تحقق من التاريخ في: |تاريخ الوصول= و|تاريخ أرشيف= (مساعدة)
11. ↑  "Air France flight schedule". Air France. مؤرشف من الأصل في November 16، 2017. اطلع عليه بتاريخ March 31، 2018. {{استشهاد ويب}}: تحقق من التاريخ في: |تاريخ الوصول= و|تاريخ أرشيف= (مساعدة)
12. ↑  "Flight Timetable". مؤرشف من الأصل في February 2، 2017. اطلع عليه بتاريخ 30 March 2018. {{استشهاد ويب}}: تحقق من التاريخ في: |تاريخ أرشيف= (مساعدة)
13. ↑  "Route Map". مؤرشف من الأصل في 2023-03-24. اطلع عليه بتاريخ October 16، 2020. {{استشهاد ويب}}: تحقق من التاريخ في: |تاريخ الوصول= (مساعدة)
14. 1 2  "Flight schedules and notifications". مؤرشف من الأصل في February 2، 2017. اطلع عليه بتاريخ 30 March 2018. {{استشهاد ويب}}: تحقق من التاريخ في: |تاريخ أرشيف= (مساعدة)
15. ↑  "American Adds Boston - Key West Holidays 2023/24 Service". AeroRoutes. September 13، 2023. مؤرشف من الأصل في 2023-10-10. اطلع عليه بتاريخ September 13، 2023. {{استشهاد ويب}}: تحقق من التاريخ في: |تاريخ الوصول= و|تاريخ= (مساعدة)
16. ↑  Palma، Kristi (28 ديسمبر 2022). "Avianca will resume direct flights between Boston and this South American city in 2023". Boston.com. مؤرشف من الأصل في 2023-03-22.
17. ↑  Martinez Garbuno، Daniel (March 17، 2023). "Avianca Announces New Routes To Boston And Orlando". Simple Flying. مؤرشف من الأصل في 2023-05-08. اطلع عليه بتاريخ March 17، 2023. {{استشهاد ويب}}: تحقق من التاريخ في: |تاريخ الوصول= و|تاريخ= (مساعدة)
18. ↑  "Azores Airlines Plans Porto – North America Launch From June 2024". Aeroroutes. مؤرشف من الأصل في 2023-10-28. اطلع عليه بتاريخ 2023-08-06.
19. ↑  "Azores Airlines terá voos diretos da Madeira para Boston e Toronto no Verão de 2024" (بالإنجليزية الأمريكية). Archived from the original on 2023-10-16. Retrieved 2023-10-30.
20. ↑  "Schedules". Azores Airlines. مؤرشف من الأصل في November 9، 2017. اطلع عليه بتاريخ March 31، 2018. {{استشهاد ويب}}: تحقق من التاريخ في: |تاريخ الوصول= و|تاريخ أرشيف= (مساعدة)
21. ↑  "A new all-business class airline is launching flights between the US and Bermuda — see what it'll be like aboard". Business Insider. August 24، 2023. مؤرشف من الأصل في 2023-09-02. {{استشهاد ويب}}: تحقق من التاريخ في: |تاريخ= (مساعدة)
22. ↑  Anderson، Eric (May 8، 2018). "Airport officials seek more flights". Times Union. مؤرشف من الأصل في May 9، 2018. اطلع عليه بتاريخ May 9، 2018. {{استشهاد بخبر}}: تحقق من التاريخ في: |تاريخ الوصول=، |تاريخ=، و|تاريخ أرشيف= (مساعدة)
23. ↑  "Timetables". British Airways. مؤرشف من الأصل في March 30، 2017. اطلع عليه بتاريخ March 31، 2018. {{استشهاد ويب}}: تحقق من التاريخ في: |تاريخ الوصول= و|تاريخ أرشيف= (مساعدة)
24. ↑  "Cape Air - Where We Fly". مؤرشف من الأصل في March 31، 2018. اطلع عليه بتاريخ 31 March 2018. {{استشهاد ويب}}: تحقق من التاريخ في: |تاريخ أرشيف= (مساعدة)
25. ↑  "Flight Timetable". Cathay Pacific. مؤرشف من الأصل في July 1، 2017. اطلع عليه بتاريخ March 31، 2018. {{استشهاد ويب}}: تحقق من التاريخ في: |تاريخ الوصول= و|تاريخ أرشيف= (مساعدة)
26. ↑  "Condor: Summer 2022: With Condor non-stop to 16 destinations in North America". Condor-newsroom.condor.com. 14 فبراير 2022. مؤرشف من الأصل في 2023-06-12. اطلع عليه بتاريخ 2022-03-01.
27. ↑  "Flight Schedule". Copa Airlines. مؤرشف من الأصل في November 9، 2017. اطلع عليه بتاريخ March 31، 2018. {{استشهاد ويب}}: تحقق من التاريخ في: |تاريخ الوصول= و|تاريخ أرشيف= (مساعدة)
28. 1 2  "FLIGHT SCHEDULES". مؤرشف من الأصل في June 21، 2015. اطلع عليه بتاريخ 30 March 2018. {{استشهاد ويب}}: تحقق من التاريخ في: |تاريخ أرشيف= (مساعدة)
29. ↑  "Flight Schedule". El Al. مؤرشف من الأصل في November 18، 2018. اطلع عليه بتاريخ March 31، 2018. {{استشهاد ويب}}: تحقق من التاريخ في: |تاريخ الوصول= و|تاريخ أرشيف= (مساعدة)
30. ↑  "Flight Schedules". Emirates. مؤرشف من الأصل في June 30، 2017. اطلع عليه بتاريخ March 31، 2018. {{استشهاد ويب}}: تحقق من التاريخ في: |تاريخ الوصول= و|تاريخ أرشيف= (مساعدة)
31. ↑  "Abu Dhabi's Etihad Airways to launch new flight to Boston from March 2024". غلف نيوز (بالإنجليزية). August 2، 2023. Archived from the original on 2023-10-16. Retrieved August 2، 2023. {{استشهاد بخبر}}: تحقق من التاريخ في: |تاريخ الوصول= and |تاريخ= (help)
32. ↑  "Frontier". مؤرشف من الأصل في September 12، 2017. اطلع عليه بتاريخ 30 March 2018. {{استشهاد ويب}}: تحقق من التاريخ في: |تاريخ أرشيف= (مساعدة)
33. ↑  "Hawaiian Airlines Flight Schedule". مؤرشف من الأصل في September 28، 2018. اطلع عليه بتاريخ 27 September 2018. {{استشهاد ويب}}: تحقق من التاريخ في: |تاريخ أرشيف= (مساعدة)
34. ↑  "Iberia Flights and Destinations". Iberia. مؤرشف من الأصل في 2023-10-19. اطلع عليه بتاريخ April 3، 2023. {{استشهاد ويب}}: تحقق من التاريخ في: |تاريخ الوصول= (مساعدة)
35. ↑  "Flight Schedule". Icelandair. مؤرشف من الأصل في November 16، 2017. اطلع عليه بتاريخ March 31، 2018. {{استشهاد ويب}}: تحقق من التاريخ في: |تاريخ الوصول= و|تاريخ أرشيف= (مساعدة)
36. ↑  "ITA AIRWAYS WORLD". Itaspa.com. مؤرشف من الأصل في 2023-03-07. اطلع عليه بتاريخ March 1، 2022. {{استشهاد ويب}}: تحقق من التاريخ في: |تاريخ الوصول= (مساعدة)
37. ↑  "Japan Airlines Timetables". مؤرشف من الأصل في October 15، 2018. اطلع عليه بتاريخ 30 March 2018. {{استشهاد ويب}}: تحقق من التاريخ في: |تاريخ أرشيف= (مساعدة)
38. ↑  "JetBlue Expands Caribbean Network، Adds Service to Belize and St. Kitts". Travel Pulse. June 6، 2023. مؤرشف من الأصل في 2023-06-08. اطلع عليه بتاريخ June 6، 2023. {{استشهاد ويب}}: تحقق من التاريخ في: |تاريخ الوصول= و|تاريخ= (مساعدة)
39. 1 2  "A Celtic Combo: JetBlue Announces موسمي Flights to Dublin and Edinburgh on Sale Today". JetBlue.com. October 25، 2023. مؤرشف من الأصل في 2023-10-30. {{استشهاد ويب}}: تحقق من التاريخ في: |تاريخ= (مساعدة)
40. ↑  "Jetblue route map". مؤرشف من الأصل في June 14، 2018. اطلع عليه بتاريخ 19 June 2018. {{استشهاد ويب}}: تحقق من التاريخ في: |تاريخ أرشيف= (مساعدة)
41. ↑  "Timetable - KLM". مؤرشف من الأصل في September 28، 2018. اطلع عليه بتاريخ 27 September 2018. {{استشهاد ويب}}: تحقق من التاريخ في: |تاريخ أرشيف= (مساعدة)
42. ↑  "Flight Status & Schedules". مؤرشف من الأصل في June 28، 2018. اطلع عليه بتاريخ 27 September 2018. {{استشهاد ويب}}: تحقق من التاريخ في: |تاريخ أرشيف= (مساعدة)
43. ↑  "Flight Status - LATAM Airlines". مؤرشف من الأصل في June 12، 2018. اطلع عليه بتاريخ 30 March 2018. {{استشهاد ويب}}: تحقق من التاريخ في: |تاريخ أرشيف= (مساعدة)
44. ↑  "LEVEL، book direct flights and cheap flight tickets". Flylevel.com. مؤرشف من الأصل في February 15، 2018. اطلع عليه بتاريخ 27 December 2021. {{استشهاد ويب}}: تحقق من التاريخ في: |تاريخ أرشيف= (مساعدة)
45. ↑  "Timetable - Lufthansa Canada". Lufthansa. مؤرشف من الأصل في November 9، 2017. اطلع عليه بتاريخ March 31، 2018. {{استشهاد ويب}}: تحقق من التاريخ في: |تاريخ الوصول= و|تاريخ أرشيف= (مساعدة)
46. ↑  "Where we fly". Norse Atlantic Airways. مؤرشف من الأصل في 2023-09-26. اطلع عليه بتاريخ February 28، 2023. {{استشهاد ويب}}: تحقق من التاريخ في: |تاريخ الوصول= (مساعدة)
47. ↑  "Destinations". Play. مؤرشف من الأصل في 2023-09-29. اطلع عليه بتاريخ 2021-12-16.
48. ↑  "Interactive Route Map". مؤرشف من الأصل في November 15، 2017. اطلع عليه بتاريخ 31 March 2018. {{استشهاد ويب}}: تحقق من التاريخ في: |تاريخ أرشيف= (مساعدة)
49. ↑  "Flight timetable". مؤرشف من الأصل في October 4، 2017. اطلع عليه بتاريخ 30 March 2018. {{استشهاد ويب}}: تحقق من التاريخ في: |تاريخ أرشيف= (مساعدة)
50. ↑  Anders Carlsson (2018-04-09). "Flygtorget » Flygnyheter » Flygnyheter » Boston försvinner när SAS justerar långlinjeprogrammet". Flygtorget.se. مؤرشف من الأصل في April 14، 2018. اطلع عليه بتاريخ 2018-04-21. {{استشهاد ويب}}: تحقق من التاريخ في: |تاريخ أرشيف= (مساعدة)
51. ↑  "Check Flight Schedules". مؤرشف من الأصل في February 2، 2017. اطلع عليه بتاريخ 15 August 2019. {{استشهاد ويب}}: تحقق من التاريخ في: |تاريخ أرشيف= (مساعدة)
52. 1 2 3  "Spirit Airlines April 2024 Network Additions – 16OCT23". Aeroroutes. مؤرشف من الأصل في 2023-10-26. اطلع عليه بتاريخ 2023-10-17.
53. ↑  "Spirit Airlines Map". مؤرشف من الأصل في 2023-10-02. اطلع عليه بتاريخ 2023-09-19.
54. ↑  "Route Map & Flight Schedule". مؤرشف من الأصل في August 15، 2018. اطلع عليه بتاريخ 30 March 2018. {{استشهاد ويب}}: تحقق من التاريخ في: |تاريخ أرشيف= (مساعدة)
55. ↑  "Timetable". مؤرشف من الأصل في March 17، 2018. اطلع عليه بتاريخ 30 March 2018. {{استشهاد ويب}}: تحقق من التاريخ في: |تاريخ أرشيف= (مساعدة)
56. ↑  "All Destinations". TAP Portugal. مؤرشف من الأصل في May 12، 2017. اطلع عليه بتاريخ March 31، 2018. {{استشهاد ويب}}: تحقق من التاريخ في: |تاريخ الوصول= و|تاريخ أرشيف= (مساعدة)
57. ↑  "Online Flight Schedule". Turkish Airlines. مؤرشف من الأصل في April 10، 2019. اطلع عليه بتاريخ April 8، 2019. {{استشهاد ويب}}: تحقق من التاريخ في: |تاريخ الوصول= و|تاريخ أرشيف= (مساعدة)
58. ↑  "United Airlines Route Map". United Airlines. مؤرشف من الأصل في 2023-04-19. اطلع عليه بتاريخ November 5، 2021. {{استشهاد ويب}}: تحقق من التاريخ في: |تاريخ الوصول= (مساعدة)
59. ↑  "Timetable". مؤرشف من الأصل في January 28، 2017. اطلع عليه بتاريخ 30 March 2018. {{استشهاد ويب}}: تحقق من التاريخ في: |تاريخ أرشيف= (مساعدة)
60. ↑  "Interactive flight map". مؤرشف من الأصل في April 24، 2018. اطلع عليه بتاريخ 30 March 2018. {{استشهاد ويب}}: تحقق من التاريخ في: |تاريخ أرشيف= (مساعدة)
61. ↑  "Direct and Non-Stop Flights". WestJet. مؤرشف من الأصل في 2023-05-24. اطلع عليه بتاريخ September 25، 2022. {{استشهاد ويب}}: تحقق من التاريخ في: |تاريخ الوصول= (مساعدة)
62. ↑  Zea، Tibisay (July 30، 2021). "Puddle Jumping To New York In 75 Minutes: Seaplane Service Set To Launch From Boston Harbor". Wbur.org. مؤرشف من الأصل في 2023-04-04. {{استشهاد ويب}}: تحقق من التاريخ في: |تاريخ= (مساعدة)
63. ↑  "Seaplanes To Return To Boston Harbor Next Week". CBS Boston. March 14، 2022. مؤرشف من الأصل في 2023-05-24. اطلع عليه بتاريخ May 24، 2023. {{استشهاد بخبر}}: تحقق من التاريخ في: |تاريخ الوصول= و|تاريخ= (مساعدة)
64. ↑  Palma، Kristi (April 29، 2022). "Travelers can take a seaplane from Boston to Provincetown beginning this month". Boston.com. مؤرشف من الأصل في 2023-05-26. اطلع عليه بتاريخ May 24، 2023. {{استشهاد بخبر}}: تحقق من التاريخ في: |تاريخ الوصول= و|تاريخ= (مساعدة)
65. ↑  Palma، Kristi (April 5، 2023). "Travelers can soon take a seaplane from Boston to Nantucket". Boston.com. مؤرشف من الأصل في 2023-05-24. اطلع عليه بتاريخ May 24، 2023. {{استشهاد بخبر}}: تحقق من التاريخ في: |تاريخ الوصول= و|تاريخ= (مساعدة)
66. ↑  Lynds، John (July 29، 2021). "Second seaplane company to begin operations in the Boston Harbor". Beacon Hill Times. مؤرشف من الأصل في 2023-04-04. {{استشهاد ويب}}: تحقق من التاريخ في: |تاريخ= (مساعدة)
67. ↑  "LAN Drop Off Stations". مؤرشف من الأصل في April 2، 2015. اطلع عليه بتاريخ April 13، 2013. {{استشهاد ويب}}: تحقق من التاريخ في: |تاريخ الوصول= و|تاريخ أرشيف= (مساعدة)
68. ↑  Logan’s almost-forgotten cargo operation gets local spotlight نسخة محفوظة April 24، 2017, على موقع واي باك مشين. (By Brandon Fried)، August 8، 2016، AIR CARGO WORLD
69. ↑  "Boston, MA: Logan International (BOS)". مكتب إحصاءات النقل. وزارة النقل (الولايات المتحدة). مؤرشف من الأصل في 2022-01-06. اطلع عليه بتاريخ 2023-08-31.
70. ↑  "International_Report_Passengers | Department of Transportation - Data Portal". data.transportation.gov. مؤرشف من الأصل في 2023-03-07. اطلع عليه بتاريخ 2021-07-26.
71. ↑  "Boston, MA: Logan International Airport (BOS)". Bureau of Transportation Statistics. مؤرشف من الأصل في 2023-03-07. اطلع عليه بتاريخ 2023-02-20.
72. ↑  Boston-Logan International Airport: Monthly Airport Traffic Summary - December 2014 (PDF) (Report). Massachusetts Port Authority. مؤرشف من الأصل (PDF) في أبريل 2, 2015. اطلع عليه بتاريخ سبتمبر 14, 2015.